# Umtopfen

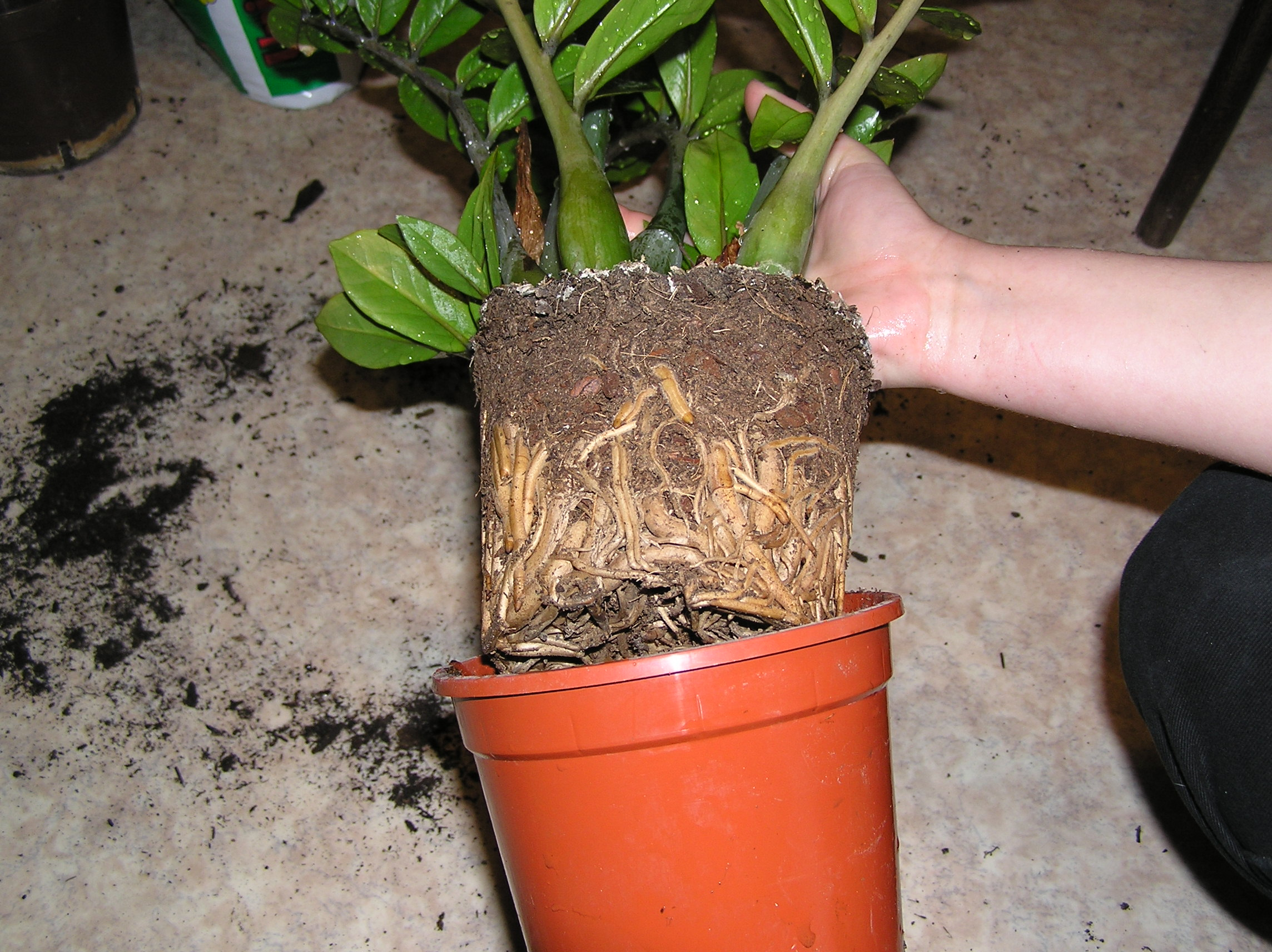
Verwurzelter Boden

Beim Umtopfen wird eine Topfpflanze in andere Behältnisse (Töpfe genannt) umgepflanzt. Meist ist der Lebensraum für das Wurzelwerk der Pflanze zu klein geworden, Nährstoffe im Substrat sind verbraucht oder dieses ist zu einem großen Teil vom Wurzelwerk verdrängt worden.
Das Umtopfen gehört im Zierpflanzenbau zu den Kulturarbeiten, die in der Gärtnerausbildung gelehrt werden.

## Vorgehensweise
Die Pflanze wird zum Austopfen kopfüber in einer Hand gehalten. Der Topfballen wird mit einem leichten Schlag der Topfkante auf den Topftisch von dem alten Topf gelöst und dieser abgestellt. Anschließend wird gegebenenfalls die salzreiche Erde an der Oberseite des Topfballens vorsichtig gelöst und bei stark durchwurzelten Pflanzen die Wurzeln am Topfrand ebenfalls leicht aufgelockert.
Mit der freien Hand wird nun etwas Erde in den neuen, größeren Topf geschöpft und dieser mit einem Ruck hingestellt – dadurch setzt sich die eingefüllte Erde. Die Pflanze wird nun in die Mitte des Topfes gesetzt; ringsum wird mit beiden Händen Erde angefüllt und mit den Fingern etwas verdichtet. Der neue Topf sollte dabei mindestens zwei Größen mehr haben als der bisherige. Die Erde sollte nicht ganz bis zur Oberkante des Topfes angefüllt werden – beim Gießen versickert das Wasser meist nicht direkt in der Erde und würde außen am Topf herunterlaufen, wenn kein erhöhter Gießrand freigelassen wird, in dem das Wasser stehen bleiben kann, bis es versickert ist.
Nach dem Topfen muss die Pflanze noch angegossen werden.

## Umtopfen bei der Bonsaipflege

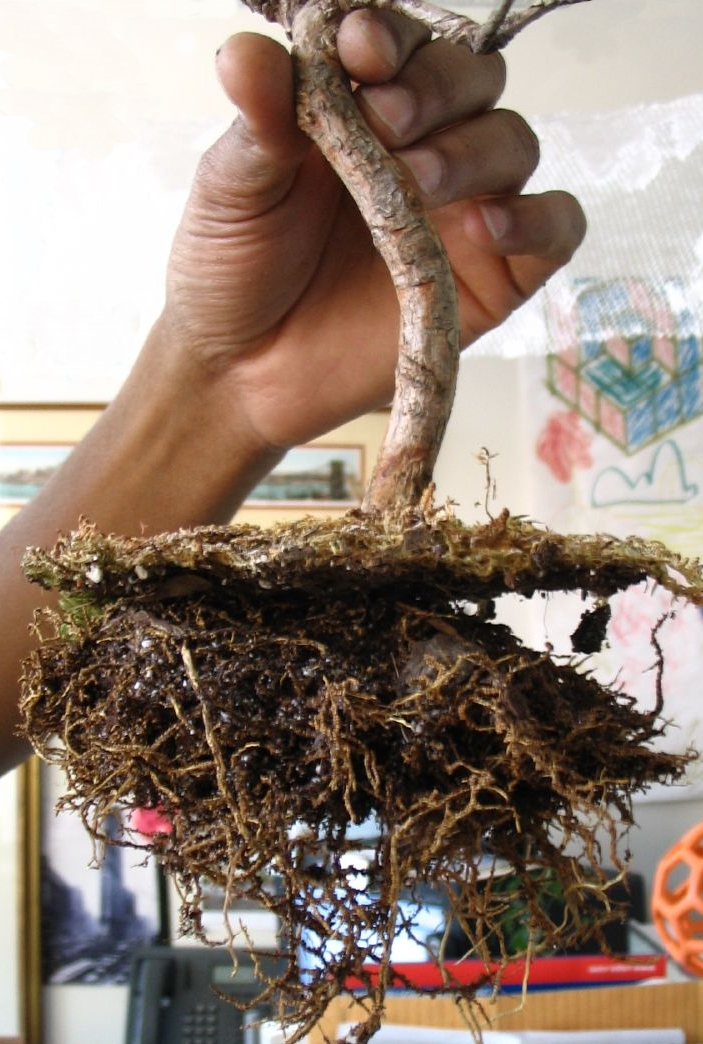
Umtopfen eines Bonsais

Regelmäßiges Umtopfen ist eine unverzichtbare Maßnahme zur Pflege von Bonsais. In der Regel werden die Miniaturbäume zur Wuchsbegrenzung und aus stilistischen Gründen in auffallend kleinen Pflanzschalen kultiviert, um eine ästhetische Gesamterscheinung der Pflanze zu erzielen. Während andere Topfpflanzen nach dem Austopfen vornehmlich in größere Gefäße gesetzt werden, pflanzt man Bonsais erneut in das bisher verwendete Gefäß.
Dazu unterzieht man die Pflanze einem Wurzelschnitt, um die Wurzelmasse zu reduzieren und die Verzweigung des Wurzelballens zu fördern, sodass sich ein feines, gleichmäßiges Wurzelsystem bildet. Ein Austausch des Substrats versorgt den Bonsai mit frischen Nährstoffen.

## Kulturtöpfe

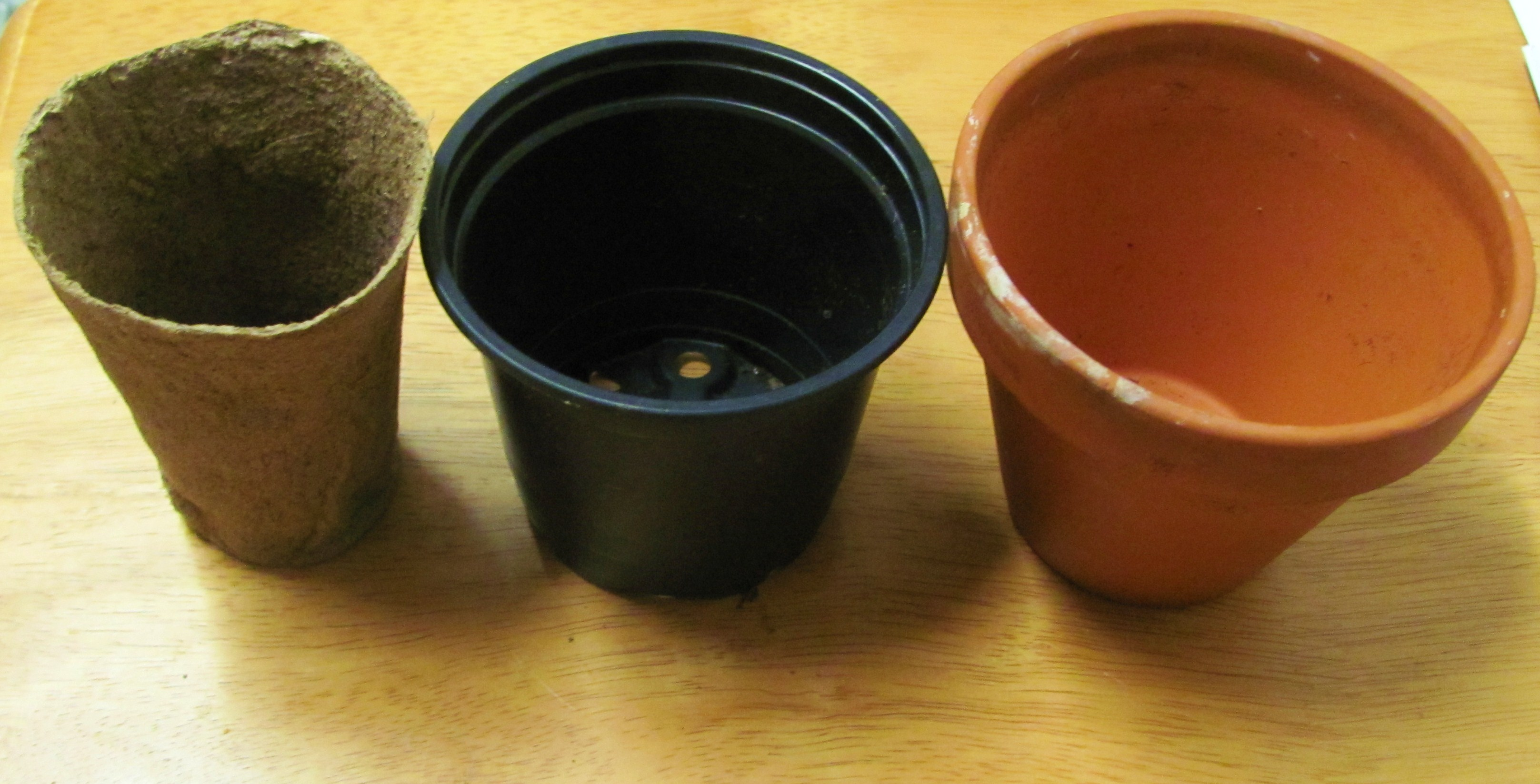
Kulturtöpfe aus Papier, Kunststoff und Keramik

Topfpflanzen werden in Tontöpfen oder in Kunststofftöpfen kultiviert. Stecklinge oder Sämlinge werden häufig in Pikierkisten oder Saatkisten, Multitopfpaletten aus Kunststoff (PVC) oder in Anzuchtgefäßen aus Erde, Presstorf oder papierummanteltem Substrat aufgezogen.

### Tontöpfe
Tontöpfe sind die klassische Form des Topfes und werden zu Schmuckzwecken und wegen des hohen Gewichts gerne auch für eine Kübelpflanzung oder für Hochstammformen von Zierpflanzen verwendet. Der Tontopf bietet neben der hohen Standfestigkeit auch Vorteile in der Pufferung von hohen Wasser- und Salzgehalten.
Bei der gärtnerischen Nutzung ist das hohe Gewicht von Tontöpfen arbeitswirtschaftlich unvorteilhaft. Auch führt die Verdunstung durch die Topfwände zu niedrigeren Temperaturen im Wurzelraum, was sich nachteilig auf die Kulturdauer auswirken kann. Dass Tontöpfe zerbrechlich sind, ist im Gärtnerbetrieb zwar eigentlich ein Nachteil, kann beim Umtopfen aber nützlich sein: Wenn sich eine empfindliche und wertvolle Pflanze nicht aus dem Topf lösen lässt, kann dieser im Notfall vorsichtig zerschlagen werden.

### Kunststofftöpfe
Meist aus Polystyrol hergestellte Kunststofftöpfe oder Plastiktöpfe sind für die Produktionsgärtnerei dagegen interessanter. Neben dem vorteilhaften niedrigen Gewicht können sie besser automatisch verarbeitet und in Topfmaschinen magaziniert werden. Das Substrat muss luftdurchlässiger sein, um die fehlende Atmung durch die Topfwandung auszugleichen. Neben der klassischen runden Form gibt es quadratische „Container“, die besonders bei kleinen Pflanzen Topf-an-Topf weniger Platz benötigen.